# 大滝駅
大滝駅（おおたきえき）は、山形県最上郡真室川町大字大滝にある、東日本旅客鉄道（JR東日本）奥羽本線の駅である。

## 歴史
- 1912年（大正元年）11月1日：大滝信号場として開設[2]。
- 1941年（昭和16年）9月20日：駅に昇格し、大滝駅が開業[2][3]。
- 1950年（昭和25年）1月20日：貨物の取り扱いを開始し[2]、開業式を挙行[4]。
- 1975年（昭和50年）8月6日：集中豪雨による土砂崩れが発生し、停車中の急行「津軽2号」が巻き込まれ、乗客1人死亡[3][5]。
- 1976年（昭和51年）
  - 4月1日：貨物の取り扱いを廃止[2]。
  - 8月1日：荷物の扱いを廃止[6]。駅員無配置駅となる[3][7]（簡易委託化）。
- 1987年（昭和62年）4月1日：国鉄分割民営化により、JR東日本の駅となる[2]。
- 2004年（平成16年）4月1日：簡易委託を廃止し、完全無人化[3]（実際の販売は3月30日まで）。
- 2010年（平成22年）3月28日：新駅舎が完成[8]。
- 2024年（令和6年）10月1日：えきねっとQチケのサービスを開始[1][9]。

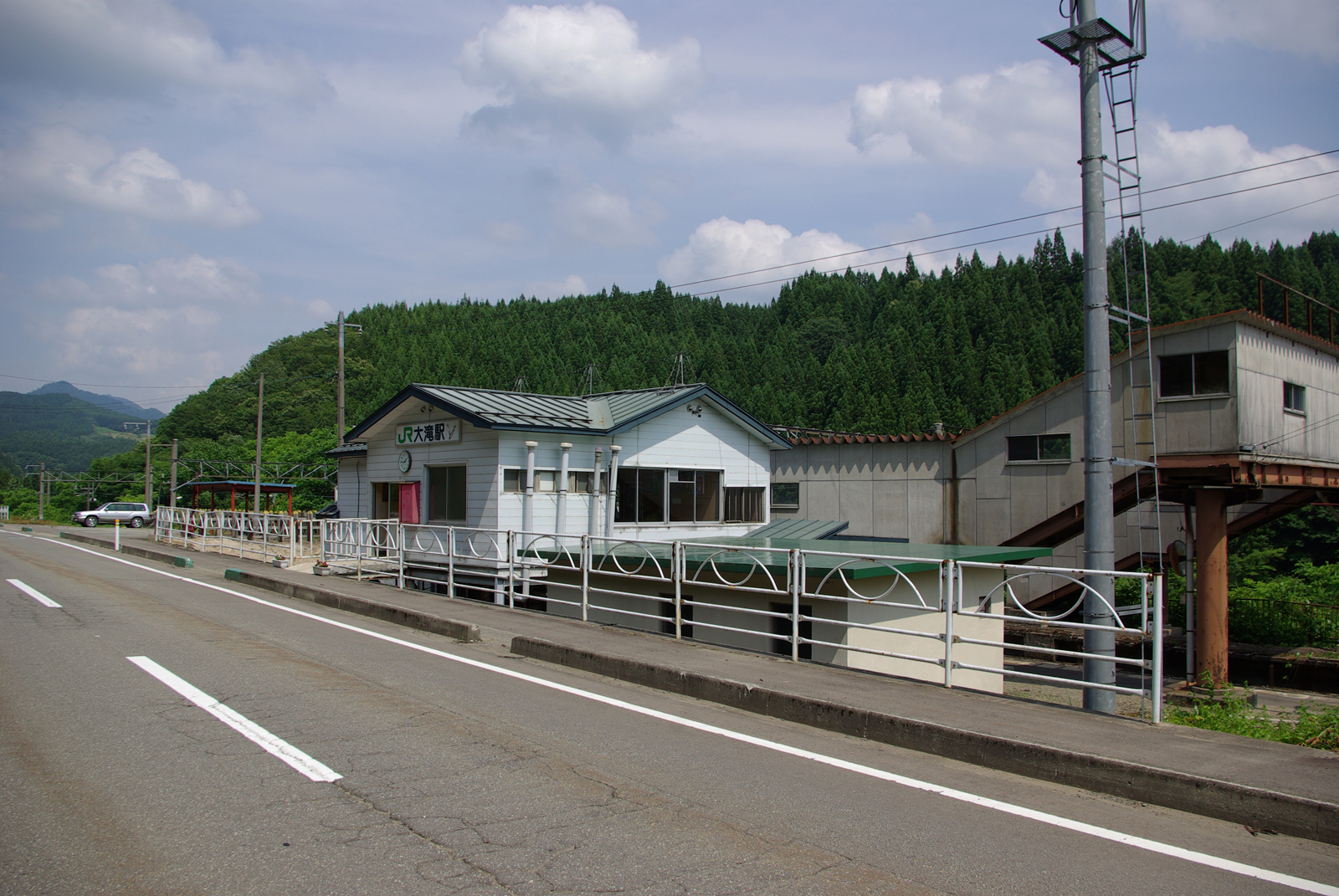
旧駅舎（2009年7月）

## 駅構造
単式ホーム1面1線を有する地上駅である。以前は相対式ホーム2面2線を持っていたため、跨線橋が残っていた。
駅舎は二階建てで、駅の外から駅舎に入る入口は二階に、駅舎からホームに出る出口は一階にある。これはホームが駅の入口より低いためである。駅舎内部には待合所がある。現在は無人駅で、新庄駅が管理している。

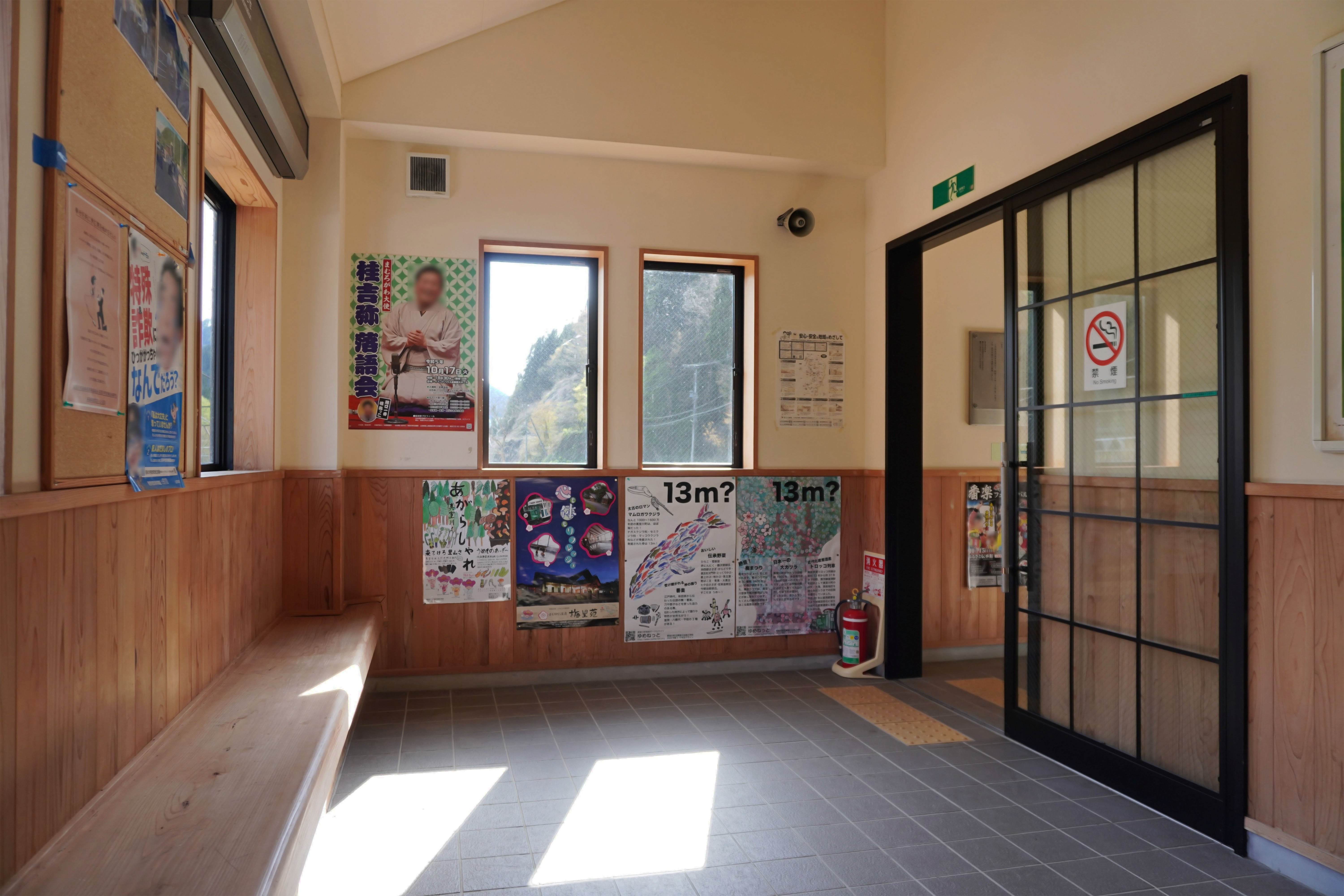
待合室（2024年4月）
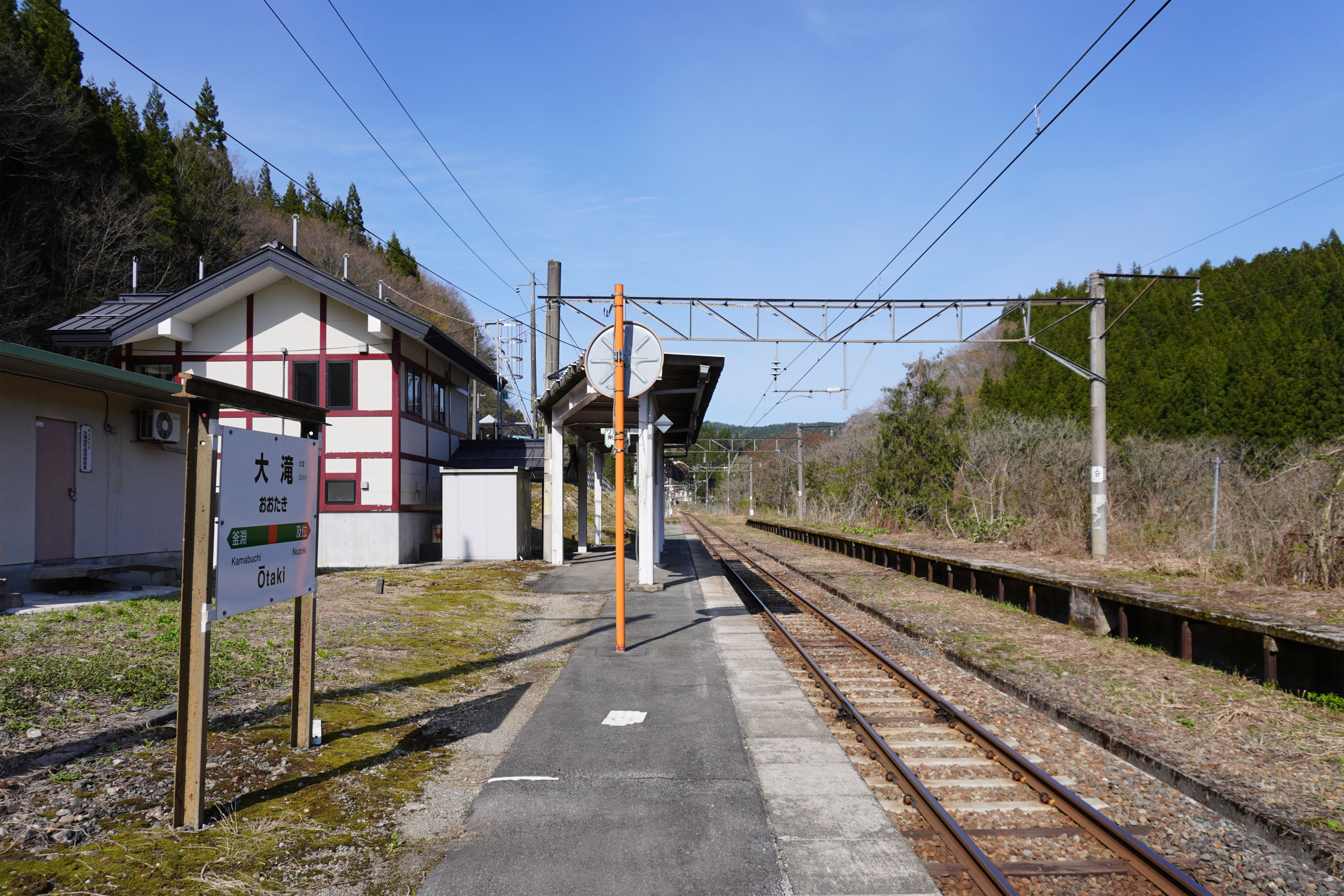
ホーム（2024年4月）

## 利用状況
JR東日本および「山形県の鉄道輸送」によると、2000年度（平成12年度）- 2004年度（平成16年度）の1日平均乗車人員の推移は以下のとおりであった。
| 乗車人員推移       | 乗車人員推移     | 乗車人員推移 |
| 年度               | 1日平均 乗車人員 | 出典         |
| ------------------ | ---------------- | ------------ |
| 2000年（平成12年） | 61               | [ 10 ]       |
| 2001年（平成13年） | 52               | [ 11 ]       |
| 2002年（平成14年） | 55               | [ 12 ]       |
| 2003年（平成15年） | 56               | [ 13 ]       |
| 2004年（平成16年） | 51               | [ 13 ]       |

## 駅周辺
水害で集団移住したため、周辺に民家はない。
- 不動滝
- 真室川町営バス「大滝駅前」停留所

## その他
2013年（平成25年）3月までは真室川町立及位中学校の最寄り駅であり、及位駅から釜淵駅にかけての区間の生徒の通学に使われていた（2013年〈平成25年〉4月より真室川中学校への通学となった）。なお、及位中学校は、通学に使う電車のダイヤの都合のため、朝7時30分始業になっていた。小学生は、小学校の合併により真室川町立真室川北部小学校が誕生したため、スクールバスで通学しており、当駅は利用していない。

## 隣の駅
東日本旅客鉄道（JR東日本）
■奥羽本線
□快速
通過
■普通
釜淵駅 - 大滝駅 - 及位駅